# Епархия Сан-Фернандо
Епархия Сан-Фернандо (лат. Dioecesis Ferdinandopolitana ab Unione) — епархия Римско-Католической церкви с центром в городе Сан-Фернандо, Филиппины. Епархия Сан-Фернандо входит в митрополию Лингайен-Дагупана. Кафедральным собором епархии Сан-Фернандо является церковь святого Вильгельма.

## История
19 января 1970 года Римский папа Павел VI выпустил буллу Qui disponente, которой учредил епархию Сан-Фернандо, выделив её из архиепархии Новой Сеговии.

## Ординарии епархии
- епископ Victorino Cristobal Ligot (1970 — 1980);
- епископ Салвадор Ласо-и-Ласо (1981 — 1993);
- епископ Antonio Realubin Tobias (1993 — 2003);
- епископ Artemio Lomboy Rillera (2005 — 2011);
- епископ Rodolfo Fontiveros Beltran (30.10.2012 — по настоящее время).

## Источник
- Annuario Pontificio, Libreria Editrice Vaticana, Città del Vaticano, 2003, ISBN 88-209-7422-3
- Булла Qui disponente  (лат.)